# Conus paulae
Espèce
Statut de conservation UICN

 LC  : Préoccupation mineure
Conus paulae est une espèce de mollusques gastéropodes marins de la famille des Conidae.
Comme toutes les espèces du genre Conus, ces escargots sont prédateurs et venimeux. Ils sont capables de « piquer » les humains et doivent donc être manipulés avec précaution, voire pas du tout.

## Distribution
Cette espèce est présente dans la mer des Caraïbes au large du Venezuela.

### Niveau de risque d’extinction de l’espèce
Selon l'analyse de l'UICN réalisée en 2011 pour la définition du niveau de risque d'extinction, cette espèce se trouve sur la côte caraïbe de la Colombie, du Golfo de Morosquillo au Golfo Triste, au Venezuela. Malgré sa rareté, il existe des menaces connues. Cette espèce est classée dans la catégorie "préoccupation mineure".

## Taxonomie

### Publication originale
L'espèce Conus paulae a été décrite pour la première fois en 1988 par le malacologiste américain Edward James Petuch (d),.

### Synonymes
- Conus (Dauciconus) paulae Petuch, 1988 · appellation alternative
- Gradiconus paulae (Petuch, 1988) · non accepté